# Pubertad

Ciclos de retroalimentación hormonales. 1.- hormona foliculoestimulante, 2.- hormona luteinizante - LH, 3.- progesterona, 4.- estrógeno, 5.- hipotálamo, 6.- 2glándula pituitaria, 7.- ovario, 8.- embarazo - hCG (gonadotropina coriónica humana - hCG), 9.- testosterona, 10.- testículo, 11.- incentivos, 12.- prolactina PRL. Véase también sistema endocrino y retroalimentación negativa endocrina.

La pubertad, adolescencia inicial o adolescencia temprana es la primera fase de la adolescencia y de la juventud.
La pubertad suele iniciar entre los 8 y los 10 años en las niñas, y entre los 10 y los 14 años en los niños. Además, suele finalizar entre los 13 y 14 años en las niñas y entre los 15 y 16 años en los niños. En la pubertad se lleva a cabo el proceso de cambios físicos, en el cual el cuerpo del niño o niña adquiere la capacidad de la reproducción sexual, al convertirse en adolescentes.
Si una niña no ha experimentado crecimiento del botón mamario hacia la edad de 13 años o bien no ha habido menarca al cumplir 16, o un niño no ha notado crecimiento testicular alrededor de los 14 o vello púbico alrededor de los 15, se trata de retraso puberal.
El crecimiento se acelera en la primera mitad de la pubertad, y alcanza su desarrollo al final. Las diferencias corporales entre niños varones y niñas antes de la pubertad son casi únicamente sus genitales. Durante la pubertad se notan diferencias más grandes en cuanto a tamaño, forma, composición y desarrollo funcional en muchas estructuras y sistemas del cuerpo. Las más obvias son las características sexuales secundarias. En sentido estricto, el término «pubertad» se refiere a los cambios corporales en la maduración sexual más que a los cambios psicosociales y culturales que esto conlleva.
La adolescencia es el período de transición psicológica y social entre la niñez y la vida adulta. La adolescencia abarca gran parte del período de la pubertad, pero sus límites están menos definidos, y se refiere más a las características psicosociales y culturales mencionadas anteriormente.

## Cambios corporales en la pubertad

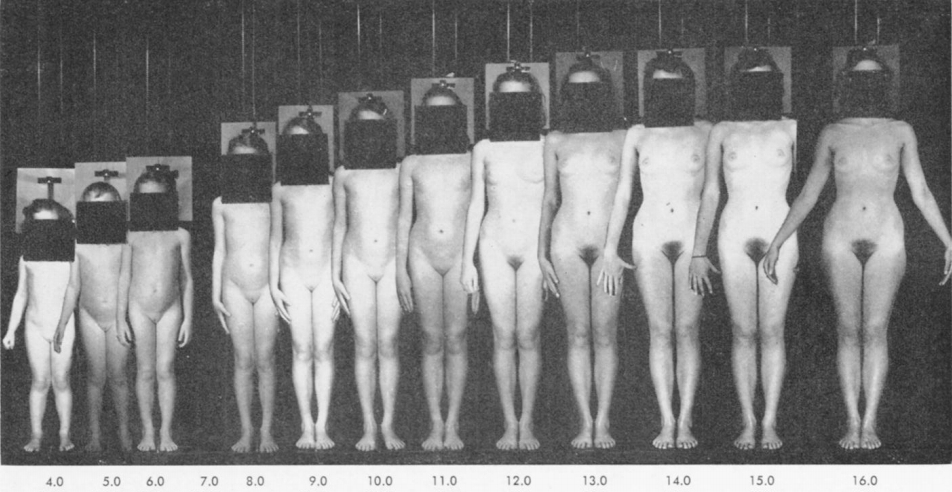
Pubertad en las mujeres.

Durante la pubertad se producen diversos cambios físicos en el cuerpo del adolescente debido a la producción de hormonas sexuales. Estos cambios son parte natural del crecimiento, aunque en ocasiones se busca detener o atrasarlos mediante el uso de bloqueadores de pubertad, por ejemplo en casos como patologías del crecimiento o por diagnósticos de disforia de género.

### Pubertad en las mujeres
En la pubertad de las niñas la hormona dominante en su desarrollo es el estradiol, un estrógeno. Mientras el estradiol promueve el crecimiento de mamas y del útero, es también la principal hormona conductora del crecimiento puberal y de la maduración epifiseal y el cierre.
Los cambios físicos en niñas son los siguientes:
- Crecimiento de vello púbico.

El vello púbico es por lo general la cuarta manifestación de la pubertad. También se le refiere como pubarquia, y los vellos se pueden ver por primera vez alrededor de los labios mayores. En alrededor del 15 % de las niñas el vello púbico aparece aún antes de que los senos empiecen a desarrollarse.
- Cambios en la vagina, el útero y los ovarios.

La membrana mucosa de la vagina también cambia en respuesta de los niveles ascendentes de estrógenos, engordando y adquiriendo un color rosáceo. También las características secreciones blancuzcas son un efecto normal de los estrógenos.
- Inicio de la menstruación y fertilidad.

El primer sangrado menstrual, también conocido como menarquia aparece alrededor de los 10 a los 15 años (en promedio). Los periodos menstruales al inicio casi nunca son regulares y mensuales durante los primeros años. La ovulación es necesaria para la fertilidad y puede o no presentarse en los primeros ciclos.
- Cambios en la forma pélvica, redistribución de la grasa y composición corporal.

Durante este periodo, también en respuesta a los niveles ascendentes de estrógeno, la mitad inferior de la pelvis se ensancha (proveyendo un canal de nacimiento más ancho). Los tejidos adiposos aumentan a un mayor porcentaje de la composición corporal que en los varones, especialmente en la distribución típica en las mujeres de las mamas, caderas, brazos y muslos. Esto produce la forma corporal típica de la mujer.
- Crecimiento de vello corporal.

En los años y meses posteriores a la aparición del vello púbico. Otras áreas de la piel desarrollan vello más denso aproximadamente en la secuencia siguiente: vello axilar, vello perianal, vello encima de los labios y vello periareolar. Vello estimulado en mayor parte por los estrógenos y completado por los andrógenos.
- Aumento de estatura.

El crecimiento es inducido por el estrógeno y comienza aproximadamente al mismo tiempo que los primeros cambios en los senos, o incluso unos cuantos meses antes, haciéndolo una de las primeras manifestaciones de la pubertad en las niñas. El crecimiento de las piernas y los pies se acelera primero. La tasa de crecimiento tiende a alcanzar su velocidad máxima (tanto como 7,5-10 cm anuales).
- Olor corporal, cambios en la piel y acné.

Niveles ascendentes de andrógenos pueden cambiar la composición de ácidos grasos de la transpiración, resultando en un olor corporal más "adulto". Esto a menudo ocurre uno o más años antes que la telarquia y la pubarquia. Otro efecto inducido por los andrógenos es el aumento en la secreción de aceite (sebo) en la piel y cantidades variables de acné. Este cambio incrementa la susceptibilidad al acné, que es un rasgo característico de la pubertad.

### Pubertad en el varón

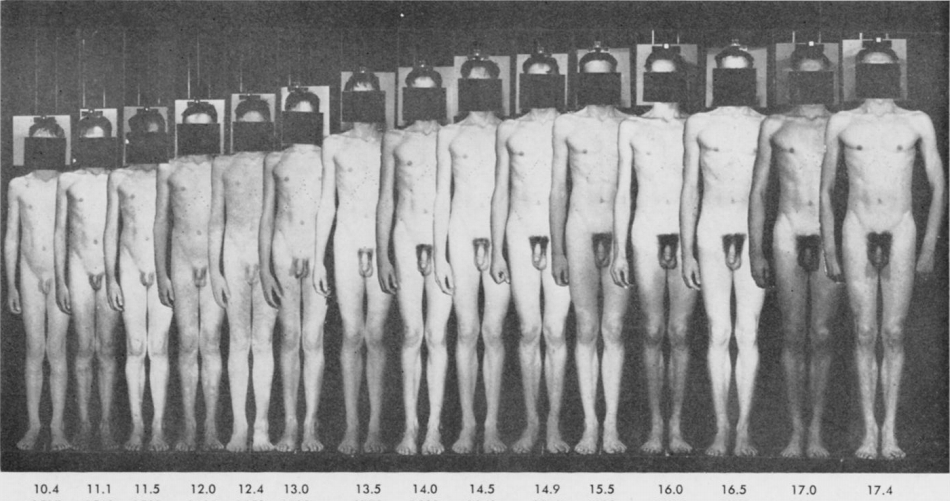
Pubertad en el varón.

En el comienzo de la pubertad en el varón se producen los siguientes cambios físicos y fisiológicos:
- Desarrollo de características sexuales secundarias.

- Desarrollo de la musculatura.

- Formación del cuerpo de adulto.

- Crecimiento de los testículos.

El crecimiento de los testículos es una de las primeras características por las cuales un joven se puede dar cuenta de que está entrando a la pubertad, ya que estos aumentan de tamaño, entre los 13-14 años hasta los 16.
- Crecimiento del vello púbico.

El vello púbico suele ser de entre las primeras cosas que ocurren cuando un joven ha alcanzado la pubertad. Aparece primeramente alrededor de la base del pene brotando de una forma delgada con un color claro alrededor de los 11 años, hasta hacerse más gruesos y rizados; también se oscurecen y crecen hasta cubrir parte de los genitales.
- Vello corporal.

El eje Hipotálamo-Hipófisis-Adrenal es el primer eje que se ve afectado en la pubertad. Se empiezan a generar hormonas tales como la androstenediona, DiHidroTestosterona (DHT), estrógenos y progesterona alrededor de los 7-8 años. Esta actividad elevada del eje H-H-Adrenal conocida como "adrenarquia" da lugar a la aparición del vello púbico, vello axilar, vello facial (barba y bigote), vello en las piernas y brazos, una línea de vello que se extiende desde el pene hasta el ombligo, en el pecho entre otras cosas.
- Emisión nocturna de semen.

Durante su pubertad y adolescencia, el joven puede o no experimentar su primera emisión nocturna, también conocida como sueño húmedo o polución nocturna. Normalmente es una expulsión de semen por el pene, realizada cuando el joven duerme y tiene sueños frecuentemente asociados con sexo o simplemente por el rozamiento del pene con la ropa. La cantidad total expulsada por el joven es aproximadamente la que cabría en una cuchara, debido a que el semen expulsado es en menor cantidad en poluciones nocturnas, que en eyaculaciones en forma consciente (masturbación, sexo). Desde ese momento el joven puede fecundar un óvulo. Influyen en ello "el almacenamiento de imágenes o fantasías eróticas durante un cierto tiempo".
- Crecimiento del pene.

Como se vio antes en el púber el primer cambio que ocurrió fue crecimiento de los testículos antes que el pene así que el joven no debe pensar que tiene un pene pequeño, pero a medida que pasa el tiempo también crece su pene llegando al tamaño que tendrá en la etapa adulta. Aunque 14-15 cm es posiblemente una talla media de adultos, varía mucho en la población normal.
- Engrosamiento de la voz.

Cuando un adolescente está en etapa del desarrollo físico, se da el crecimiento de la laringe, sus cuerdas vocales se tornan más gruesas de manera que la voz de la persona quede gruesa y masculina. Estos van por períodos, puede ser que al principio le salgan los llamados "gallos" al hablar, luego se va tornando más grave la voz y se ve que en el cuello empieza a salir la manzana o nuez de Adán.
- Crecimiento repentino en la estatura y peso.

El joven que ha alcanzado la pubertad entra en un nuevo proceso de crecimiento en estatura de una duración mayor al de las niñas. Este proceso de crecimiento usualmente dura hasta los 19 años de edad en varones, 16 en mujeres. No obstante, el crecimiento de talla puede observarse hasta los 20 años.
- Aumento de la libido, y consecuentemente, un impulso que puede llevar al joven a estimular sus órganos genitales.

- Incremento de la actividad de las glándulas sudoríparas.[17]

- Incremento de la actividad de las glándulas sebáceas.

## Pubertad precoz
La pubertad precoz es la pubertad anormalmente temprana. Este trastorno está motivado por una activación prematura del sistema de hormonas sexuales, en concreto, de las gonadotropinas. Las causas por las que se alteran estas hormonas son, en la mayoría de las ocasiones, desconocidas, sobre todo en las niñas, mientras que en los niños se suele asociar con frecuencia a procesos orgánicos.
En las chicas aparece la menstruación cuando aún no está informada sobre ella, porque nadie espera que a los 8 años surja la primera menstruación. Otras veces la aparición del vello púbico antes de tiempo y el crecimiento de los pechos y la aparición del acné, hacen que la niña se sienta distinta a las demás amigas de su edad. Los especialistas señalan además que esa pubertad precoz puede tener consecuencias posteriores notables, y citan, por ejemplo, la posibilidad de acumular grasas o padecer una apreciable resistencia a la acción de la insulina, exceso de peso o, en algunos casos, un exceso de vello.[cita requerida]
En esos caso se pueden utilizar bloqueadores de pubertad.

## Pubertad retrasada
Se habla de retraso puberal o pubertad retrasada en las niñas cuando a la edad de 14 años no se ha iniciado el desarrollo mamario (botón mamario). En los niños, cuando a la edad de 17 años no ha comenzado el aumento del volumen testicular y es inferior a 4 ml (medido con el orquidómetro de Prader). Este concepto también abarca una pubertad con progresión muy lenta que no alcanza el estado final en un tiempo normal o la detención de una pubertad ya iniciada.
La causa más frecuente es el retraso constitucional del crecimiento, que se considera una variante del crecimiento normal. No obstante, sucede con cierta frecuencia que los niños o niñas son erróneamente encuadrados como retraso constitucional cuando en realidad existe una causa orgánica subyacente. Esto se debe a que los análisis bioquímicos por sí solos (tales como las analíticas sanguíneas) no resultan suficientes para excluir la presencia de determinados trastornos, como sucede en la enfermedad celíaca. Una baja estatura, el retraso en la velocidad de crecimiento (tanto en altura como en peso) o la pubertad retrasada pueden ser las únicas manifestaciones clínicas de la enfermedad celíaca activa, en ausencia de cualquier otro síntoma.
Ciertas enfermedades crónicas pueden provocar retraso puberal, principalmente enfermedades gastrointestinales y sistémicas, tales como la enfermedad celíaca no diagnosticada ni tratada (que a menudo se presenta sin síntomas digestivos), la enfermedad inflamatoria intestinal, la cirrosis hepática, la fibrosis quística, la insuficiencia renal crónica, la diabetes mellitus, el hipo e hipertiroidismo, la artritis reumatoide juvenil, el lupus eritematoso sistémico, la anemia de Fanconi, la talasemia mayor, la hiperprolactinemia, la anorexia nerviosa, la bulimia y el hipogonadismo, entre otras. El ejercicio excesivo en las atletas de competición también puede ser una causa de retraso puberal.